# Математический маятник
Математи́ческий ма́ятник — осциллятор, представляющий собой механическую систему, состоящую из материальной точки на конце невесомой нерастяжимой нити или лёгкого стержня и находящуюся в однородном поле сил тяготения. Другой конец нити (стержня) обычно неподвижен. Период малых собственных колебаний маятника длины {\displaystyle L}, подвешенного в поле тяжести, равен
и не зависит, в первом приближении, от амплитуды колебаний и массы маятника. Здесь {\displaystyle g} — ускорение свободного падения.
Математический маятник служит простейшей моделью физического тела, совершающего колебания: она не учитывает распределение массы. Однако реальный физический маятник при малых амплитудах колеблется так же, как математический с приведённой длиной.

## Характер движения маятника
Математический маятник со стержнем способен колебаться только в какой-то одной плоскости (вдоль какого-то выделенного горизонтального направления) и, следовательно, является системой с одной степенью свободы. Если же стержень заменить на нерастяжимую нить, получится система с двумя степенями свободы (так как становятся возможными колебания по двум горизонтальным координатам).
При колебаниях в одной плоскости маятник движется по дуге окружности радиуса {\displaystyle L}, а при наличии двух степеней свободы может описывать кривые на сфере того же радиуса. Нередко, в том числе в случае нити, ограничиваются анализом плоского движения; оно и рассматривается далее.

## Уравнение колебаний маятника
Если в записи второго закона Ньютона {\displaystyle m{\vec {a}}={\vec {F}}} для математического маятника выделить тангенциальную составляющую ({\displaystyle ma_{\tau }=F_{\tau }}), получится выражение
{\displaystyle mL{\ddot {\theta }}=-mg\sin \theta },
так как {\displaystyle a_{\tau }={\dot {v}}=d/dt(Ld\theta /dt)}, а из действующих на точку сил тяжести и натяжения ненулевую компоненту {\displaystyle F_{\tau }} даёт только первая. Следовательно, колебания маятника описываются обыкновенным дифференциальным уравнением (ДУ) вида
{\displaystyle {\ddot {\theta }}+{\frac {g}{L}}\sin \theta =0},
где неизвестная функция {\displaystyle \theta (t)} ― это угол отклонения маятника в момент {\displaystyle t} от нижнего положения равновесия, выраженный в радианах, {\displaystyle L} ― длина подвеса, {\displaystyle g} ― ускорение свободного падения. Предполагается, что потерь энергии в системе нет. В области малых углов {\displaystyle \sin \theta \approx \theta } это уравнение превращается в
{\displaystyle {\ddot {\theta }}+{\frac {g}{L}}\theta =0}.
Для решения ДУ второго порядка, то есть для определения закона движения маятника, необходимо задать два начальных условия — угол {\displaystyle \theta } и его производную {\displaystyle {\dot {\theta }}} при {\displaystyle t=0}.

## Решения уравнения движения

### Возможные типы решений
В общем случае решение ДУ с начальными условиями для маятника может быть получено численно. Варианты движения (в случае, если маятник — это материальная точка на лёгком стержне), качественно, представлены на анимации. В каждом окне вверху показана зависимость угловой скорости {\displaystyle {\dot {\theta }}} от угла {\displaystyle \theta }. По мере нарастания размаха поведение маятника всё сильнее отклоняется от режима гармонических колебаний.
- Маятник висит
- Малые колебания (размах 45°)
- Колебания с размахом 90°
- Колебания с размахом 135°
- Колебания с размахом 170°
- Фиксация в верхнем положении
- Движение близкое к сепаратрисе
- Вращение маятника

### Гармонические колебания
Уравнение малых колебаний маятника около нижнего положения равновесия, когда уместна замена {\displaystyle \sin \theta \approx \theta }, называется гармоническим уравнением:
{\displaystyle {\ddot {\theta }}+\omega _{0}^{2}\theta =0},
где {\displaystyle \omega _{0}={\sqrt {g/L}}} ― положительная константа, определяемая только из параметров маятника и имеющая смысл собственной частоты колебаний. Кроме того, может быть осуществлён переход к переменной «горизонтальная координата» {\displaystyle x=L\sin \theta \approx L\theta } (ось {\displaystyle x} лежит в плоскости качания и ортогональна нити в нижней точке):
{\displaystyle {\ddot {x}}+\omega _{0}^{2}x=0}.
Малые колебания маятника являются гармоническими. Это означает, что смещение маятника от положения равновесия изменяется во времени по синусоидальному закону:
{\displaystyle x=A\sin(\omega _{0}t+\alpha )},
где {\displaystyle A} — амплитуда колебаний маятника, {\displaystyle \alpha } — начальная фаза колебаний.
Если пользоваться переменной {\displaystyle x}, то при {\displaystyle t=0} необходимо задать координату {\displaystyle x_{0}} и скорость {\displaystyle v_{x0}}, что позволит найти две независимые константы {\displaystyle A}, {\displaystyle \alpha } из соотношений {\displaystyle x_{0}=A\sin \alpha } и {\displaystyle v_{x0}=A\omega _{0}\cos \alpha }.

### Случай нелинейных колебаний
Вновь запишем полученное нами ДУ.
{\displaystyle {\ddot {\theta }}+{\frac {g}{L}}\sin \theta =0}.
Выполним интегрирование обеих частей уравнения по {\displaystyle \theta }:
{\displaystyle \int {\ddot {\theta }}d\theta +\int {\frac {g}{L}}\sin \theta d\theta =\int 0d\theta }.
Легко видеть, что
{\displaystyle \int {\ddot {\theta }}d\theta =\int {\dot {\theta }}d{\dot {\theta }}={\frac {{\dot {\theta }}^{2}}{2}}}.
Тогда 
{\displaystyle {\frac {{\dot {\theta }}^{2}}{2}}-{\frac {g}{L}}\cos \theta ={\rm {const}}}.
Получившаяся постоянная интегрирования равна{\displaystyle \,\varepsilon ={\frac {E}{mL^{2}}}}, где {\displaystyle E} — энергия математического маятника. Теперь подставим {\displaystyle \omega _{0}={\sqrt {g/L}}}:
{\displaystyle {\frac {{\dot {\theta }}^{2}}{2}}-\omega _{0}^{2}\cos \theta =\varepsilon }.
Прибавим к обеим частям {\displaystyle \omega _{0}^{2}}:
{\displaystyle {\frac {{\dot {\theta }}^{2}}{2}}+\omega _{0}^{2}(1-\cos \theta )=\varepsilon +\omega _{0}^{2}}.
С учётом соотношения {\displaystyle 1-\cos \theta =2\sin ^{2}{\frac {\theta }{2}}},
{\displaystyle {\frac {{\dot {\theta }}^{2}}{2}}+2\omega _{0}^{2}\sin ^{2}{\frac {\theta }{2}}=\varepsilon +\omega _{0}^{2}}.
Как легко видеть, в этом уравнении можно разделить переменные. Для этого заметим, что
{\displaystyle {d\theta  \over dt}={\sqrt {2\varepsilon +2\omega _{0}^{2}-4\omega _{0}^{2}\sin ^{2}{\frac {\theta }{2}}}}}.
Теперь разделяем переменные:
{\displaystyle \int {d{\theta  \over 2} \over {\sqrt {{\varepsilon +\omega _{0}^{2} \over 2}-\omega _{0}^{2}\sin ^{2}{\frac {\theta }{2}}}}}=t+{\rm {const}}}.
Если умножить обе части уравнения на {\displaystyle \omega _{0}} и обозначить {\displaystyle \varkappa ^{2}={\frac {\varepsilon +\omega _{0}^{2}}{2\omega _{0}^{2}}}} (физический смысл этого коэффициента — максимальный синус угла отклонения маятника), имеем:
{\displaystyle \int {d{\theta  \over 2} \over {\sqrt {\varkappa ^{2}-\sin ^{2}{\frac {\theta }{2}}}}}=\omega _{0}t+{\rm {const}}}.
С заменой {\displaystyle \sin \varphi ={\sin {\frac {\theta }{2}} \over \varkappa }} получается
{\displaystyle \int {\varkappa \cos \varphi d{\varphi } \over \varkappa {\sqrt {1-\sin ^{2}\varphi }}{\sqrt {1-\varkappa ^{2}\sin ^{2}\varphi }}}=\int {d{\varphi } \over {\sqrt {1-\varkappa ^{2}\sin ^{2}\varphi }}}=\omega _{0}t+{\rm {const}}}.
Учитывая произвольность константы, можно утверждать, что
{\displaystyle \sin \varphi =\operatorname {sn} (\omega _{0}t+{\rm {const}};\varkappa )},
где {\displaystyle \operatorname {sn} } — это синус Якоби. Для {\displaystyle \varkappa <1} он является периодической функцией, при малых {\displaystyle \varkappa } совпадает с обычным тригонометрическим синусом. Выполняя обратную замену и полагая константу равной нулю(чего всегда можно добиться правильным выбором начала отсчёта времени), получим закон движения для больших амплитуд
{\displaystyle \sin {\frac {\theta }{2}}=\varkappa \cdot \operatorname {sn} (\omega _{0}t;\varkappa ),}.
Период колебаний нелинейного маятника составляет
{\displaystyle T={\frac {2\pi }{\Omega }},\quad \Omega ={\frac {\pi }{2}}{\frac {\omega _{0}}{K(\varkappa )}}},
где K — эллиптический интеграл первого рода.
Для вычислений практически удобно разлагать эллиптический интеграл в ряд:
{\displaystyle T=T_{0}\left\{1+\left({\frac {1}{2}}\right)^{2}\sin ^{2}\left({\frac {\theta _{0}}{2}}\right)+\left({\frac {1\cdot 3}{2\cdot 4}}\right)^{2}\sin ^{4}\left({\frac {\theta _{0}}{2}}\right)+\dots +\left[{\frac {\left(2n-1\right)!!}{\left(2n\right)!!}}\right]^{2}\sin ^{2n}\left({\frac {\theta _{0}}{2}}\right)+\dots \right\}}
где {\displaystyle T_{0}=2\pi {\sqrt {\frac {L}{g}}}} — период малых колебаний, {\displaystyle \theta _{0}} — максимальный угол отклонения маятника от вертикали.
При углах до 1 радиана (≈ 60°) с приемлемой точностью (ошибка менее 1 %) можно ограничиться первым приближением:
{\displaystyle T=T_{0}\left(1+{\frac {1}{4}}\sin ^{2}\left({\frac {\theta _{0}}{2}}\right)\right)}.
Точная формула периода, с квадратичной сходимостью для любого угла максимального отклонения, обсуждается на страницах сентябрьского выпуска журнала «Заметки американского математического общества» 2012 года:
{\displaystyle T={\frac {2\pi }{M{\big (}\cos(\theta _{0}/2){\big )}}}{\sqrt {\frac {L}{g}}}},
где {\displaystyle M(s)} — арифметико-геометрическое среднее чисел 1 и {\displaystyle s} (здесь {\displaystyle s=\cos(\theta _{0}/2)}).

### Движение по сепаратрисе
Движение маятника по сепаратрисе является непериодическим. В бесконечно далёкий момент времени он начинает падать из крайнего верхнего положения в какую-то сторону с нулевой скоростью, постепенно набирает её, а затем останавливается, возвратившись в исходное положение.

## Факты
Несмотря на свою простоту, математический маятник связан с рядом интересных явлений.
- Если амплитуда колебания маятника близка к {\displaystyle \pi }, то есть движение маятника на фазовой плоскости близко к сепаратрисе, то под действием малой периодической вынуждающей силы система демонстрирует хаотическое поведение. Это одна из простейших механических систем, в которой хаос возникает под действием периодического возмущения[4].
- Если точка подвеса не неподвижна, а совершает колебания, то у маятника может появиться новое положение равновесия. Если точка подвеса достаточно быстро колеблется вверх-вниз, то маятник приобретает устойчивое положение «вверх тормашками». Такая система называется маятником Капицы.
- В условиях вращения Земли при достаточно длинной нити подвеса плоскость, в которой маятник совершает колебания, будет медленно поворачиваться относительно земной поверхности в сторону, противоположную направлению вращения Земли (маятник Фуко).